# Eddie DeLange
Eddie DeLange (Long Island, 15 januari 1904 - Los Angeles, 15 juli 1949) was een Amerikaanse componist en bandleider. Hij schreef de tekst van Duke Ellington's "(In My) Solitude" en (samen met Jimmy Van Heusen) "Darn That Dream".

## Biografie
DeLange, zoon van een toneel- en liedjesschrijver en een musical-actrice,  studeerde aan de University of Pennsylvania. Na zijn afstuderen in 1926 ging hij naar Hollywood, waar hij kleine rolletjes speelde en een stuntman was voor Universal. Hij was een double voor Reginald Denny en sprong een jaar lang van bruggen en rijdende treinen. In 1932 keerde hij terug naar New York met een koffer vol liedjes, en dankzij een van die liedjes werd hij aangenomen door de muziekuitgeverij van Irving Mills. Hij was een zeer succesvolle liedjesschrijver. Voor Mills schreef hij onder meer de teksten van "Moonglow" (met Will Hudson),  "(In My) Solitude" en "I Wish I Were Twins" (met Frank Loesser), allen hits in 1934. In 1935 begon hij met collega-componist Will Hudson een orkest, Hudson-DeLange Orchestra, waarmee hij optrad in ballrooms in New England en het middenwesten. en tientallen platen opnam voor Brunswick. Als de band optrad, leidde DeLange het orkest De band werd in 1938 opgedoekt, maar De Lange ging daarna verder met een eigen orkest, dat toerde, speelde in clubs in New York en optrad in een radioshow van CBS.  In 1939 nam zijn band veel novelty-platen op voor Bluebird. Vanaf 1938 werkte hij samen met componist Jimmy van Heusen, een samenwerking die hits opleverde als"All This and Heaven Too", "Darn That Dream" en "Shake Down the Stars". In de jaren veertig was DeLange eveneens succesvol, onder andere met "Velvet Moon" (geschreven met Josef Myrow, met wie hij verschillende hitsongs schreef),  een grote hit voor Harry James. In 1944 vertrok DeLange met zijn vrouw, mannequin Marge Lohden, naar Los Angeles, waar hij bijdroeg aan liedjes voor allerlei films, zoals "Along the Navajo Trail" (1945) en "New Orleans" (1947, met onder andere de song '"Do You Know What It Means to Miss New Orleans").
DeLange werd in 1989 opgenomen in de Songwriters Hall of Fame.